# Ritva Kovalainen
Ritva-Leena Kovalainen (přechýleně Kovalainenová; * 1959, Hattula, Kanta-Häme, Finsko) je finská fotografka a profesorka umění. V roce 1990 absolvovala magisterské studium umění na Vysoké škole umění a designu. Kovalainen pracovala na výše zmíněné univerzitě (nyní. Aalto University) jako učitelka fotografie v letech 1989–1994. Po ukončení pedagogické činnosti působila jako umělkyně a věnovala se výstavám, knihám i filmům.

## Životopis
Tématem jejích prací je nejčastěji příroda a vztah člověka k přírodě. Skutečná hodnota přírody, snaha o respekt k přírodě a snaha zachovat ekologickou rovnováhu jsou témata, která se v její práci opakovaně dostávají do popředí.
Kovalainen také spolupracovala na projektech s uměleckou fotografkou Sanni Seppo. Ve svých projektech se věnovaly například lesní mytologii, krajině, sociálním a ekologickým dopadům lesnictví a specifické vlastnosti přírodních lesů.
Autorka vydala více než deset fotografických děl, z nichž některá byla vytvořena ve spolupráci s dalšími autory. Kromě Finska byla její díla vystavena v Japonsku, Spojených státech a v celé Evropě. Vytvořila veřejná umělecká díla pro dům lesních věd Helsinské univerzity ve vědeckém parku Viikki a pro mateřskou školu Silva dokončenou v roce 2016 na Kemiönsaari.

## Díla
- Tämän tahdon sanoa: Ritva Kovalainen, teksti: Marianne Jokinen, Helena Laakkonen, Sven-Göran Olin, ISBN 978-952-99113-8-7, Hiilinielu tuotanto 2017
- Kiero ja villiintynyt – Crooked and Wild; Ritva Kovalainen, ISBN 978-952-301-085-7, Musta taide 2017
- Primeval Forests of Finland; Petri Keto-Tokoi & Timo Kuuluvainen, kuvitus pääosin: Ritva Kovalainen, Sanni Seppo ja kirjoittajat, ulkoasu: Ritva Kovalainen, ISBN 978-952-301-020-8, Maahenki 2014
- Puiden kansa; Ritva Kovalainen ja Sanni Seppo, ISBN 978-952-99113-5-6, neljäs uudistettu painos Hiilinielu tuotanto ja Miellotar 2014, ensimmäinen painos Pohjoinen 1997
- Vanhan metsän aarteet – Skatter i den gamla skogen; Ritva Kovalainen, ISBN 978-952-93-0110-2, Kemiönsaaren luonto ry, 2012
- Hidas tanssi – mäntyrunoja; valokuvat, konsepti ja design: Ritva Kovalainen ja Sanni Seppo, toim. Risto Rasa, ISBN 978-952-5870-73-2, Maahenki 2012
- Suomalainen aarniometsä; Petri Keto-Tokoi & Timo Kuuluvainen, kuvitus pääosin: Ritva Kovalainen, Sanni Seppo ja kirjoittajat, ulkoasu: Ritva Kovalainen, ISBN 978-952-5870-06-0, Maahenki 2010
- Metsänhoidollisia toimenpiteitä; Ritva Kovalainen ja Sanni Seppo, ISBN 978-952-99113-4-9, Hiilinielu tuotanto ja Miellotar 2009
- フィンランド・森の精霊と旅をする „Tree People (Puiden kansa)“ in Japan; Ritva Kovalainen & Sanni Seppo, ISBN 978-4-903971-01-8, ASIA Documentary Productions, 2006
- Tree people; Ritva Kovalainen ja Sanni Seppo, toinen uudistettu painos 2014, ISBN 978-952-99113-6-3, Hiilinielu tuotanto ja Miellotar, ensimmäinen painos 2006
- Das Volk de Bäume; Ritva Kovalainen ja Sanni Seppo, ISBN 9789529911325, Hiilinielu tuotanto ja Miellotar 2006
- Kauniiden hevosten maa – Land of Beautiful Horses; Ritva Kovalainen, ISBN 952-471-546-5, Like 2005
- Talande träd – Puhuvat puut; valokuvat ja toim: Ritva Kovalainen, ISBN 952-91-9566-4, Kemiönseudun luonnonsuojeluyhdistys ry, 2005
- Koivuntuohirunoja; valokuvat, konsepti ja design: Ritva Kovalainen, Sirkka-Liisa Konttinen ja Sanni Seppo, toim. Anelma Järvenpää-Summanen, ISBN 978-952-5328-61-5, Art House 1997, Maahenki 2005
- Uusi metsäkirja; Jalonen ym., kuvitus Ritva Kovalainen & Sanni Seppo, Gaudeamus 2005, ISBN 9789516629837
- Metsään mieleni, toim. Sepänmaa, kuvitus Ritva Kovalainen & Sanni Seppo, ISBN 978-952-5328-21-9, Maahenki 2003
- Kun lapsi lapsi oli; Ritva Kovalainen, teksti: Maika Kovalainen, ISBN 952-91-3533-5, Hiilinielu tuotanto 2001
- Sagalund – Min kostsamma leksak, kallisarvoinen leikkikaluni; toim. Li Näse, valokuvat Ritva Kovalainen ja Pekka Turunen, ISBN 951-98501-1-2, Sagalunds museum, 2000
- Tikkuja; Ritva Kovalainen, johdantoruno Thomas Tranströmer, portfolio, Opus 25, 1991
- Kjik; Ritva Kovalainen, portfolio, Musta taide 1991, Ritva Kovalainen 1992
- Nimetön; Ritva Kovalainen, Opus 13, 1989
- Maa pitää kaikki; Ritva Kovalainen, portfolio, Taik 1986